# Es Bol Nou
Es Bol Nou és una raconada costanera amb una petita platja de l'illa d'Eivissa, municipi de Sant Josep de sa Talaia i parròquia de Sant Francesc de s'Estany.
La platja es troba a 9,5 km d'Eivissa i a 10 km de Sant Josep, entre la punta des Jondal i el pla de sa Caleta.
És una petita badia rodejada de penya-segats de roca d'argila de color ataronjat. La sorra és fina alternant amb zones de còdols i roques. El fons és variat alternant sorra, roques i vegetació submarina. En les zones de sorra la profunditat s'incrementa a partir dels 5 metres. L'estructura de cala tancada la protegeix dels vents. Està orientada al sud.